# Сумерки
Су́мерки — интервал времени, в течение которого Солнце находится под горизонтом, а естественная освещённость на Земле обеспечивается рассеиванием солнечного света в атмосфере и остаточным люминесцентным свечением самой атмосферы, вызываемым ионизирующими излучениями Солнца.
В зависимости от угла нахождения Солнца под горизонтом различают гражданские, навигационные (морские) и астрономические сумерки.
Сумерки на любой широте ниже полярного круга, в зависимости от определения понятия ночь, могут рассматриваться или как часть ночи, или как часть суток между ночью и днём. При этом сумерки называются утренними (перед восходом Солнца) или вечерними (после заката).

## Виды
Постепенность перехода от дневного света к ночной темноте по мере понижения Солнца под горизонтом объясняется постепенностью в ослаблении света, отражённого находящимся над горизонтом воздуха. На планетах, не имеющих атмосферы, нет и сумерек.
На Земле принято различать три вида сумерек: гражданские, навигационные (морские) и астрономические, в зависимости от угла нахождения солнечного диска (центра солнечного диска) под истинным горизонтом:
| Сумерки         | Светлая граница | Тёмная граница | На тёмной границе                                 |
| --------------- | --------------- | -------------- | ------------------------------------------------- |
| гражданские     | восход/закат    | −6°            | горизонт отчётливый, видны яркие звёзды и планеты |
| навигационные   | −6°             | −12°           | горизонт не виден                                 |
| астрономические | −12°            | −18°           | глубокая ночь                                     |

Приведённые в таблице условия на тёмной границе относительны и значительно изменяются от различных атмосферных явлений. Обычно полная темнота наступает при погружении Солнца под горизонт на 17—19°, но иногда, при повышенной замутнённости атмосферы, это происходит при 22—23°, при этом, как правило, обнаруживается слабый минимум освещённости и яркости неба при 20—23°.

### Гражданские сумерки
Во время гражданских сумерек (Солнце от 0°50′ до 6° ниже горизонта) на открытой местности искусственного освещения практически не требуется. В это время при ясной погоде можно выполнять большинство работ, а линия горизонта прослеживается достаточно чётко. Интервал гражданских сумерек учитывается в некоторых законах, таких, например, как обязательное включение фонарей автомобилей после захода Солнца. Также в некоторых странах преступления в ночное время наказываются строже, однако период гражданских сумерек туда не включается. Такие законы обычно используют фиксированный интервал времени после заката Солнца или до его восхода (чаще всего 20—30 минут), а не то, на сколько градусов Солнце находится ниже горизонта.
В это время можно наблюдать лишь самые яркие небесные светила, например Венеру, Юпитер, Марс вблизи противостояний или Сириус. Если вечерние гражданские сумерки сменяются утренними, то такое явление называют белыми ночами, хотя иногда такое название применяется также по отношению к навигационным сумеркам.

### Навигационные сумерки
Во время навигационных сумерек (Солнце от 6° до 12° ниже горизонта) хорошо видны все навигационные звёзды, а при отсутствии облачности всё ещё видна полоса зари в стороне Солнца, что позволяет судоводителю использовать секстант для измерения угла между небесными светилами и видимым горизонтом.
Тем не менее такого освещения недостаточно для нормальной жизнедеятельности человека (освещение на улице ближе к ночному, чем к вечернему в классическом понимании), поэтому улицы населённых пунктов нуждаются в искусственном освещении, а при неблагоприятных погодных условиях (облачность, осадки) линия горизонта может быть не видна вовсе.
Если угол нахождения Солнца под горизонтом менее 9°, общие очертания наземных объектов ещё, как правило, различимы, но смутно. Навигационные сумерки также используются военными. Аббревиатуры BMNT (англ. begin morning nautical twilight — начало утренних навигационных сумерек) и EENT (англ. end evening nautical twilight — конец вечерних навигационных сумерек) используются и принимаются во внимание при планировании военных действий. Военные подразделения в BMNT и EENT могут столкнуться с большей опасностью. Это было принято частично благодаря опыту Франко-индейской войны, когда солдаты в обоих лагерях использовали эти отрезки времени для атак.

### Астрономические сумерки
Во время астрономических сумерек (Солнце от 12° до 18° ниже горизонта) астрономы могут легко проводить наблюдения над звёздами, планетами и т. д., но для наблюдений слабо рассеивающих объектов — туманностей и галактик — ещё мешает слабая солнечная засветка. Однако для обычного наблюдателя астрономические сумерки неотличимы от ночи, так как небо уже полностью тёмное и почти никаких следов Солнца не видно. Из-за светового загрязнения в некоторых местностях — главным образом в городах — никогда не будут видны даже звёзды 4-й величины, независимо от угла нахождения Солнца под горизонтом.

## Продолжительность сумерек
Перемещение солнечного диска при восходе и закате происходит, как правило, не под прямым углом к горизонту, поэтому продолжительность любого интервала сумерек определяется этим углом, увеличиваясь при более острых углах. Угол траектории перемещения солнечного диска вблизи горизонта зависит:
- от географической широты места;
- от времени года (из-за изменения угла наклона земной оси по направлению к Солнцу).

Наименьшая среднегодовая продолжительность сумерек наблюдается на экваторе. Наименьшая продолжительность сумерек на заданной широте, исключая районы выше полярного круга, наблюдается в период равноденствий. Чем ближе к дням летнего или зимнего солнцестояния, тем под более острым углом Солнце пересекает горизонт, и продолжительность сумерек увеличивается.
Продолжительность гражданских сумерек в минутах:
- 20—24 — на экваторе;
- 29—36 — на широте Сочи (43,6°);
- 32—46 — на широте Киева (50,5°);
- 37—61 — на широте Москвы (55,8°).

### Сумерки в районах ниже полярного круга
В средних и высоких широтах обоих полушарий (выше широты 48°34′) сумерки того или иного вида могут длиться от захода до восхода Солнца, не прекращаясь (то есть «полноценная» астрономическая ночь не наступает вовсе). Наблюдать это явление можно вблизи летнего солнцестояния. В этот период склонение Солнца δ > (90° − φ) − |h|, где φ — широта места, |h| — угол погружения Солнца под горизонт. Это происходит в точках, угловое расстояние которых от полярного круга (разность между широтой полярного круга и широтой данной точки) меньше максимального угла погружения Солнца под горизонт для сумерек данного вида. Принимая текущую (на начало XXI века) широту полярного круга за 66°34′, имеем следующие широты, выше которых сумерки могут длиться от заката до восхода не прекращаясь:
- 60°34′ и выше — сумерки всех видов (включая районы выше широты 65°44′, где «вечные» сумерки предшествуют наступлению полярного дня и следуют за его окончанием);
- 54°34′ и выше — навигационные и астрономические сумерки;
- 48°34′ и выше — только астрономические сумерки.

Населённые пункты и территории, где сумерки могут длиться от захода до восхода Солнца не прекращаясь:
- сумерки всех видов:
  - выше полярного круга, перед наступлением полярного дня и по окончании его: Апатиты, Инта, Воркута, Мончегорск, Мурманск, Нарьян-Мар, Новый Уренгой, Норильск; Салехард, Североморск; Тромсё;
  - ниже полярного круга: Анадырь, Архангельск, Выборг, Котлас, Нефтеюганск, Нижневартовск, Нягань, Петрозаводск, Печора, Северодвинск, Сургут, Сыктывкар, Ухта, Ханты-Мансийск, Якутск, Тампере, Умео, Тронхейм, Торсхавн, Рейкьявик, Нук, Уайтхорс, Анкоридж;
- навигационные и астрономические сумерки: Альметьевск, Арзамас, Ачинск, Березники, Великие Луки, Владимир, Вологда, Глазов, Дзержинск, Екатеринбург, Зеленоград, Златоуст, Зеленодольск, Иваново, Ижевск, Йошкар-Ола, Казань, Калининград, Каменск-Уральский, Канск, Кемерово, Киров, Коломна, Ковров, Колпино, Кострома, Красноярск, Курган, Магадан, Миасс, Москва, Муром, Мытищи, Набережные Челны, Нефтекамск, Нижнекамск, Нижний Новгород, Нижний Тагил, Новосибирск, Новочебоксарск, Обнинск, Одинцово, Орехово-Зуево, Первоуральск, Пермь, Подольск, Псков, Рязань, Рыбинск, Санкт-Петербург, Северск, Серпухов, Смоленск, Соликамск, Тверь, Томск, Тюмень, Усть-Илимск, Уфа, Чебоксары, Челябинск, Череповец, Ярославль; Петропавловск, Витебск, Вильнюс, Рига, Таллин, Хельсинки, Стокгольм, Копенгаген, Осло, Ньюкасл-апон-Тайн, Глазго, Клайпеда, Белфаст, Вейхерово, Фленсбург, Гранд-Прери (Канада), Джуно (Аляска); Ушуая, Пуэрто-Уильямс (Южное полушарие); по странам: частично в России, Казахстане, Монголии, Китае, Белоруссии, Польше, Германии, Великобритании, Канаде, США; полностью на территории Латвии, Эстонии, Литвы, Финляндии, Швеции, Норвегии, Дании, Исландии. В Южном полушарии — в южных территориях Аргентины и Чили;
- только астрономические сумерки: Ангарск, Барнаул, Бийск, Белгород, Благовещенск, Брянск, Волгоград, Воронеж, Иркутск, Калуга, Камышин, Курск, Кызыл, Липецк, Оренбург, Орёл, Орск, Пенза, Рубцовск, Самара, Саранск, Саратов, Старый Оскол, Тамбов, Тула, Улан-Удэ, Ульяновск, Чита; Амстердам, Астана, Беллингхэм (Вашингтон), Берлин, Брюссель, Варшава, Днепропетровск, Дублин, Кардифф, Киев, Кошице, Лондон, Люксембург,  Минск, Париж, Полтава, Прага, Пунта-Аренас, Рио-Галлегос, Цветль.

### Сумерки в районах выше полярного круга
На географических полюсах сумерки (того или иного вида) длятся 2—3 недели до и после полярного дня. Гражданские сумерки на Северном полюсе длятся с 25 сентября по 9 октября и с 5 по 18 марта. Гражданские сумерки на широте 67,5° в день зимнего солнцестояния длятся по 3 часа до и после полудня.
В районах выше полярного круга во время полярной ночи в течение суток, несмотря на отсутствие восхода и заката, могут наблюдаться сумерки того или иного вида. В точках, угловое расстояние которых от полярного круга больше угла погружения Солнца под горизонт для сумерек данного вида, последние не наблюдаются, по крайней мере, в день зимнего солнцестояния. Таким образом, имеем следующие широты, выше которых во время полярной ночи в течение суток могут не наблюдаться указанные сумерки:
- 72,6° — только гражданские сумерки;
- 78,6° — гражданские и навигационные сумерки;
- 84,6° — все виды сумерек.

Воркута, Мурманск, Нарьян-Мар, Норильск находятся ниже 70° с. ш., поэтому там ежедневно в течение всей полярной ночи наблюдаются все виды сумерек. В российском посёлке Диксон (73,5° с. ш.) во время полярной ночи в течение суток могут не наблюдаться гражданские сумерки (в частности, в день зимнего солнцестояния).

## Разное
Благодаря тому, что сумеречный свет необыкновенен и романтичен, а также благодаря возможности снимать в это время ночные кадры приемлемой для зрителя освещённости, сумерки давно популярны среди фотографов и художников, которые называют этот период «режимным временем».
Сумерки на Марсе длятся дольше, чем на Земле, до двух часов перед восходом или после захода Солнца. Находящаяся высоко в атмосфере пыль рассеивает свет на тёмную сторону планеты. Похожие сумерки наблюдаются на Земле после больших вулканических извержений.
Дневной мусульманский пост в месяц Рамадан начинается в момент наступления утренних сумерек (наступление рассвета, появление света на горизонте с восточной стороны при угле нахождения Солнца под горизонтом −19±1°) и длится до заката Солнца.